# Eduardo Clavero
Eduardo Jacinto Clavero Soravilla (San Sebastián, 14 de agosto de 1963) es un exjugador, entrenador y conferenciante español de baloncesto. Como jugador disputó 224 partidos en ACB desde que debutara con el Oximesa de Granada en la temporada 1986-1987 hasta que jugara con el Club Baloncesto Murcia en 1992-1993. Sus promedios en ACB por partido fueron 28'30'' de juego, 11,4 puntos, 52,5% (2 puntos), 36,8% (3 puntos), 78,2% (Tiros libres), 2 rebotes, 1,1 asistencias y 1,4 recuperaciones. 
Como entrenador dio sus primeros pasos como ayudante de Moncho Monsalve en el Archena de Murcia (1998-99) y continuó en el Cáceres (EBA, 1999-00), Askatuak de San Sebastián (2000-01, LEB Plata), Cajasur de Córdoba (2001-02, LEB Oro), Calpe (2002-2005 y 2006-2007, LEB Oro y LEB Plata), Ourense (2005-06, LEB Plata), Basquet Altea (2007-14, Cantera), Denia Basket (2014-2018, Cantera) y Fundación Globalcaja La Roda (2018-2019, LEB Plata).
Segundo entrenador de la selección española B en 2001, logró la Medalla de Oro en los XIV Juegos del Mediterráneo de Túnez.

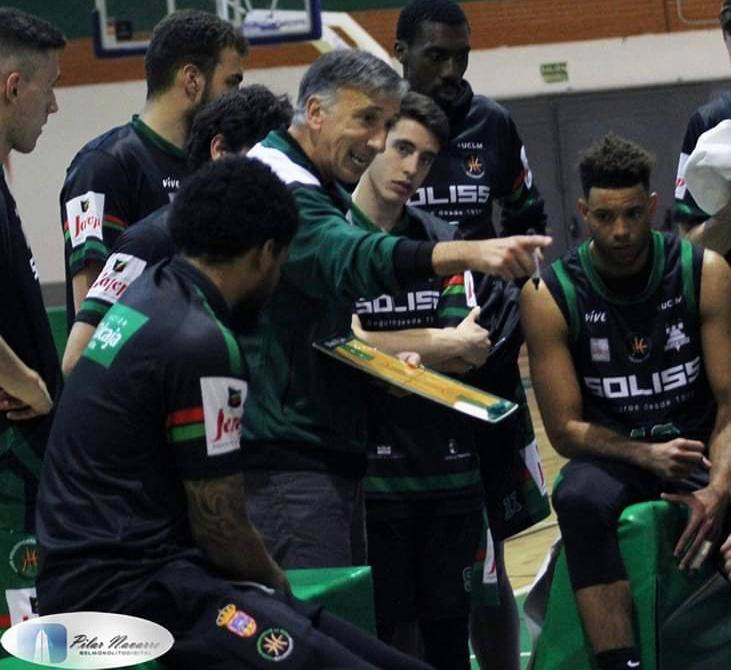
Eduardo Clavero entrenando al Fundación Globalcaja La Roda LEB Plata en 2019

## Trayectoria como jugador

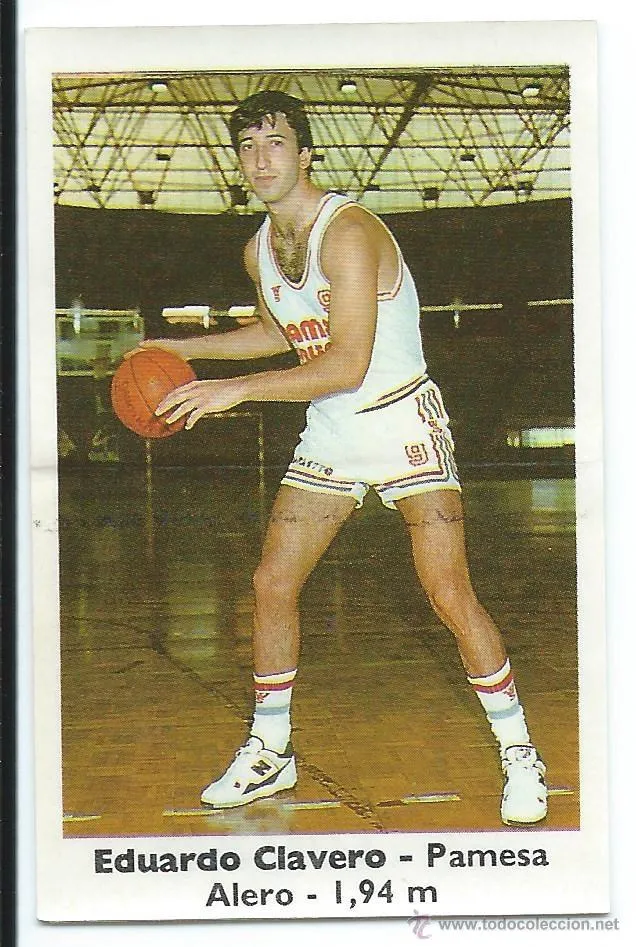
Eduardo Clavero. Temporada 1988-89.

- Eduardo Clavero. Temporada 1988-89.1984-85  Juven San Sebastián
- 1985-88  Oximesa Granada
- 1988-90 Pamesa Valencia
- 1990-91  Puleva Baloncesto Granada
- 1991-93 Club Baloncesto Murcia
- 1993-95  Tecnur CABA Albacete
- 1995-96  Espolón Burgos

## Trayectoria como entrenador principal y ayudante
- 1998-99  Archena Murcia (2.º entrenador de Moncho Monsalve)
- 1999-00  CB Cáceres (EBA)
- 2000-01  Askatuak de San Sebastián (LEB Plata)
- 2001-02  Cajasur Córdoba (LEB Oro)
- 2002-03  Baloncesto Calpe (LEB Plata)
- 2003-04  Baloncesto Calpe (LEB Plata, ascenso a LEB Oro)
- 2004-05  Baloncesto Calpe (LEB Oro)
- 2005-06  Baloncesto Ourense (LEB Plata)
- 2006-07  Baloncesto Calpe (LEB Plata)
- 2007-14  Basquet Altea (Senior, Cadete y Cantera)
- 2014-18  Denia Bàsquet Club (Junior)
- 2018-19  Fundación Globalcaja La Roda (LEB Plata)
- 2023-Actualidad Denia Bàsquet Club (EBA)

## Trayectoria como entrenador de la Federación Española de Baloncesto (FEB)
- 2000-02  Captación de jóvenes talentos
- 2001       Medalla de oro con la selección española B en los XIV Juegos del Mediterráneo de Túnez (2.º entrenador)

## Trayectoria como director deportivo
- 2007-14  Basquet Altea